# HD 181433 d
HD 181433 d é um planeta extrassolar localizado a cerca de 87 anos-luz de distância, na constelação de Pavo, que orbita a estrela HD 181433. Este planeta tem uma massa mínima de 0,54 massa de Júpiter e leva 2172 dias para orbitar a estrela. A distância orbital média é de 3,00 UA. Na distância do periastro, terá uma distância da estrela semelhante a distância de Marte do Sol a 1,56 UA. No apoastro, a distância é 4,44 UA. Isto corresponde a uma excentricidade orbital de 0,48.